# Azovo
Azovo (en ruso: Азо́во; en alemán: Asowo) es un pueblo, el centro administrativo del Distrito Nacional Alemán de Azovo y el Asentamiento Rural de Azovo de la Región de Omsk. Fue fundada en 1909.
La población fue de 7545 personas en 2021.

## Características físicas y geográficas
El pueblo está ubicado dentro de la zona de estepa forestal de la llanura de Ishim, que forma parte de la llanura de Siberia occidental, a una altitud de unos 108 metros sobre el nivel del mar. La red hidrográfica no está desarrollada: no hay ríos y lagos en las cercanías del asentamiento.
Azovo se encuentra a 46 km al suroeste del centro regional de la ciudad de Omsk.

## Clima
El clima es marcadamente continental, con importantes diferencias de temperatura en invierno y verano (según la clasificación climática de Köppen - clima continental húmedo (Dfb) con veranos cálidos e inviernos fríos y largos). La tasa de lluvia a largo plazo es de 384 mm. La mayor cantidad de precipitación cae en julio - 73 mm, la menor en marzo - 19 mm. La temperatura media anual es positiva y es de -1,4 C, la temperatura media en enero es -17,3 C, en julio - 19,6 C.

## Historia
El pueblo de Azovo comenzó a ser poblado desde principios del siglo XX, posiblemente a partir de los años 90 del siglo XIX, por colonos procedentes de la actual Ucrania.
Según fuentes oficiales, en 1908, el sitio de reasentamiento No. 120 cerca del campamento kirguís de Tokultai fue medido y recomendado para la colocación planificada de colonos en él. En 1909, el pueblo de Azovo fue fundado en este sitio por los estolipinitas. Estaba habitado por gente de la parte baja del Don, obviamente, por eso se eligió el nombre de Azovo, en memoria del antiguo lugar de residencia. De debajo de la ciudad de Azovo en la región de los cosacos del Don estaban las familias de Kvasha, Kirichenko, Koldin. La mayor parte de la población de Azovo estaba compuesta por inmigrantes de (provincias de Kursk, Tambov), Járkov, Yekaterinoslav, Jerson, Poltava, Kiev). En 1909, por decisión de la asamblea general, se formó una comunidad rural y se aprobó el nombre de la aldea: Azovo. Esta fecha, la fecha de formación de la comunidad rural, se considera el momento del nacimiento del pueblo.
En 1913, había 73 hogares y 430 personas en Azovo.
En 1928, el pueblo de Azovo constaba de 153 hogares, siendo la población principal los ucranianos. El centro del consejo de la aldea de Azovo del distrito de Sosnovski del distrito de Omsk del territorio de Siberia.
De 1925 a 1929, el centro regional del distrito de Sosnovski del distrito de Omsk del territorio de Siberia, de 1939 a 1963, del distrito de Azovo de la región de Omsk. El 13 de octubre de 1991 se llevó a cabo un referéndum en el que participó el 78% de los habitantes de Azovo, de los cuales el 86,9% votó a favor de la creación de la región nacional alemana de Azovo. En 1992 Con. Azovo se convirtió en el centro de la región nacional alemana.
Desde 1992, el centro administrativo de la región nacional alemana de Azovo.

## Población

### Composición de género
Según el censo de población de toda Rusia de 2010, en la estructura de género de la población, de 5997 personas, 2820 son hombres y 3177 son mujeres (47,0 y 53,0%, respectivamente).

### Composición étnica
Según los resultados del censo de 2002, los rusos constituían el 61% de la población total en la estructura de población nacional.

## Cultura
El pueblo es rico en patrimonio cultural, hay una biblioteca, varias escuelas en las que la educación se lleva a cabo en alemán, también tiene su propia Casa de la Cultura.
En el pueblo se llevan a cabo varios concursos y festivales, incluidos los dedicados a la cultura alemana, como ejemplo, Maiglöckchen es un concurso creativo abierto de grupos de aficionados, centros culturales alemanes y asociaciones culturales nacionales de la región de Omsk. En 2021, 12 conjuntos vocales y 14 artistas solistas de varias regiones de la región de Omsk se convirtieron en participantes del concurso.
En 2021, se publicó un libro de trabajo especial que ayudará a dominar la historia, la geografía y la cultura del área. El libro de trabajo Geografía de la región de Azovo fue creado por la metodóloga del Centro Regional de Ocio y Asistencia Metodológica Kristina Mironova.
Desde hace varios años, el pueblo de Azovo participa en el programa internacional para la reeducación de adolescentes difíciles. Los "adolescentes difíciles" de Alemania son enviados a Siberia para su "corrección", a quienes los maestros y trabajadores sociales alemanes no pueden hacer frente. En el interior de Siberia, los adolescentes alemanes viven alrededor de un año. Al regresar a Alemania, el 80% de ellos deja de practicar conductas antisociales.